# Nupserha hintzi
Nupserha hintzi är en skalbaggsart som beskrevs av Aurivillius 1923. Nupserha hintzi ingår i släktet Nupserha och familjen långhorningar.
Artens utbredningsområde är:
- Kenya.
- Rwanda.

Inga underarter finns listade i Catalogue of Life.